# Prometheomys schaposchnikowi
Prometheomys schaposchnikowi (Прометеоміс кігтистий) — вид гризунів родини Хом'якові (Cricetidae).

## Опис
Голова й тіло довжиною 125—160 мм, хвіст 45—65 мм, вага 70 грамів. Верх тьмяний сірувато-коричневий вкритий корицевим, низ блідий свинцево-сірий з корицевим відтінком. Повністю вкритий шерстю хвіст монотонно коричнювато-сірий. Має округлу голову й великі кігті на передніх лапах. кіготь середнього пальця передніх лап найдовший, 5 мм і більше. Очі й вуха зменшені. Хвіст роздутий на кінці. Самиці мають 8 молочних залоз. 

## Генетика
2n=56.

## Поширення
Країни поширення: Росія, Грузія, Туреччина. Зустрічається в субальпійському, на високих луках, 1500–2800 м.

## Звички
Цей вид рийний, використовує кігті для риття, тому зустрічається тільки в пухких ґрунтах. Вид може бути витіснений сліпаковими, які в симпатрії мешкають при більш низьких висотах. P. schaposchnikowi робить складні нори. У периферійній частині проходів робить «камери харчування». Харчується переважно рослинами. Запасає для зими до 3,5 кг. Живе в колоніях, які складаються з окремих сімей. Колонія може охоплювати від 200 до 500 м². Відтворення відбувається з травня по серпень. Зазвичай буває 2 виводки по 3 дитинча в кожному. Немає реальної сплячки.

## Загрози та охорона
Існує деяка загрозою через надмірне випасання худоби, хоча вид як і раніше знаходиться в постраждалих районах. Зустрічається в природоохоронних районах.

## Ресурси Інтернету
- Kennerley R. (2017). Prometheomys schaposchnikowi. The IUCN. Архів оригіналу за 16 листопада 2020. Процитовано 26.02.2020. (англ.)
- O'Brien S. J., Menninger J. C., Nash W. G. (Eds.). Atlas of mammalian chromosomes. — John Wiley & Sons, 2006. — С. 276. (англ.)
- Nowak R. M., Walker E. P. Walker's Mammals of the World. — JHU Press, 1999. — С. 1484. (англ.)

| Панда | Це незавершена стаття з теріології. Ви можете допомогти проєкту, виправивши або дописавши її. |